# Genioliparis lindbergi
Genioliparis lindbergi és una espècie de peix pertanyent a la família dels lipàrids.

## Descripció
- Fa 31 cm de llargària màxima.[5][6]

## Hàbitat
És un peix marí i batidemersal que viu entre 735 i 850 m de fondària.

## Distribució geogràfica
Es troba a l'oceà Antàrtic: les illes Shetland del Sud.

## Observacions
És inofensiu per als humans.